# Verordnung (EU) Nr. 1259/2010
Die Verordnung (EU) Nr. 1259/2010 des Rates zur Durchführung einer Verstärkten Zusammenarbeit im Bereich des auf die Ehescheidung und Trennung ohne Auflösung des Ehebandes anzuwendenden Rechts vom 20. Dezember 2010 (Rom-III-VO) trifft Regelungen für Scheidungen und Trennungen.
Der Europäische Rat erläutert die Ziele dieser Verordnung: „Diese Verordnung sollte einen klaren, umfassenden Rechtsrahmen im Bereich des auf die Ehescheidung und Trennung ohne Auflösung des Ehebandes anzuwendenden Rechts in den teilnehmenden Mitgliedstaaten vorgeben, den Bürgern in Bezug auf Rechtssicherheit, Berechenbarkeit und Flexibilität sachgerechte Lösungen garantieren und Fälle verhindern, in denen ein Ehegatte alles daran setzt, die Scheidung zuerst einzureichen, um sicherzugehen, dass sich das Verfahren nach einer Rechtsordnung richtet, die seine Interessen seiner Ansicht nach besser schützt.“
Vor dem Hintergrund der erhöhten Mobilität der Bürger schreibt der Rat: „Diese Verordnung sollte universell gelten, d. h., kraft ihrer einheitlichen Kollisionsnormen sollte das Recht eines teilnehmenden Mitgliedstaats, eines nicht teilnehmenden Mitgliedstaats oder das Recht eines Drittstaats zur Anwendung kommen können.“ Er schränkt aber ein: „Das von den Ehegatten gewählte Recht muss mit den Grundrechten vereinbar sein, wie sie durch die Verträge und durch die Charta der Grundrechte der Europäischen Union anerkannt werden.“
Von besonderer Bedeutung ist die Einführung einer beschränkten Rechtswahl der Parteien in Art. 5.
Am 29. Januar 2013 trat in Deutschland das Gesetz zur Anpassung der Vorschriften des Internationalen Privatrechts an die Verordnung (EU) Nr. 1259/2010 und zur Änderung anderer Vorschriften des Internationalen Privatrechts vom 23. Januar 2013 (BGBl. I S. 101) in Kraft, mit dem insbesondere Art. 17 EGBGB geändert wurde. Durch Artikel 2 des Gesetzes zum Internationalen Güterrecht und zur Änderung von Vorschriften des Internationalen Privatrechts vom 17. Dezember 2018 (BGBl. I S. 2573) erfolgte eine weitere Änderung, wonach auf Scheidungen, die eigentlich nicht in den Anwendungsbereich der Rom-III-Verordnung fallen (insbesondere Privatscheidungen), Kapitel II dieser Verordnung entsprechende Anwendung findet.